# Femme laçant son corsage près d'un berceau
Femme laçant son corsage près d'un berceau (vers 1660) est une peinture à l'huile sur toile du peintre hollandais Pieter de Hooch. 
Œuvre de l'Âge d'or de la peinture néerlandaise, elle fait partie de la collection de la Gemäldegalerie de Berlin.

## Description
Cette peinture a été la troisième de De Hooch documentée par Hofstede de Groot en 1910, qui a écrit  :

« A côté d'un berceau, au premier plan à gauche, dans une chambre au sol carrelé, se trouve une jeune femme, qui vient d'allaiter son bébé et est en train de remettre son corsage, en souriant, comme elle le fait à l'enfant dans le berceau, qui n'est pas visible pour le spectateur. Derrière elle, sur la gauche, se trouve un lit à baldaquin avec un rideau rayé bleu et blanc. À côté de la femme se trouve un chien. Sur l'extrême droite, sous une haute fenêtre, la partie inférieure qui est fermée par des volets, se dresse une table avec une bougie et une cruche. Une porte ouverte sur la droite mène dans une antichambre où une jeune fille est debout devant une porte ouverte, à travers laquelle le soleil entre à flots. C'est la plus belle des œuvres du maître en Allemagne. »

— 3. MÈRE À CÔTÉ D'UN BERCEAU. Sm. 9, 52, Suppl. 26 ; de G. 16.
- Toile, 36 ¹⁄₂ × 40 pouces. Vente, M. Martin, à Paris, le 22 mars 1790 (1 500 francs).

- Dans la collection Hoffman, à Haarlem, 1827 et 1842 (Sm.).

- Vente. Schneider, Paris, 6 avril 1876, N ° 13 (de 135 000 francs, musée de Berlin).

- Puis, au Kaiser-Friedrich Museum, plus tard, Bode-Museum, Musées nationaux de Berlin, 1904 catalogue, No 820b[2].